# Alfred-Ingemar Berndt
Alfred-Ingemar Berndt (ur. 22 kwietnia 1905 w Bydgoszczy, zm. 28 marca 1945 w Veszprémie) – niemiecki dziennikarz i pisarz, propagandysta nazistowski w ministerstwie Josepha Goebbelsa, SS-Brigadeführer.

## Kariera
W 1919 roku walczył w Grenzschutz-Bataillon III. Przyłączył się do NSDAP w 1923 roku. Numer w NSDAP 1 101 961. Członkiem SA został w 1925 gdzie czynną służbę pełnił do 1934.
W latach 1932–1933 był dziennikarzem w nazistowskiej gazecie „Der Angriff” (pol. „Atak”). W maju 1933 był jednym z inicjatorów powstania nazistowskiej organizacji Bund Deutscher Osten. Na początku 1936 roku został pracownikiem Ministerstwa propagandy III Rzeszy gdzie z polecenia Goebbelsa prowadził brutalną akcję prasową wymierzoną przeciw księżom katolickim.
W trakcie wojny wcielony do SS gdzie otrzymał nr. 242 890. Zginął jako żołnierz SS na Węgrzech.

## Dzieła
- Wir erleben die Befreiung der Saar (Scherl, Berlin 1935)
- Vom Arbeitsplatz zum M.-G. Dreyse (Otto Stollberg, Berlin 1936)
- Vom Kunstrichter zum Kunstdiener (VB-Zeitungsverlag, Berlin 1936)
- Gebt mir vier Jahre Zeit! - Dokumente zum ersten Vierjahresplan des Führers (Franz Eher Nachf., München 1937)
- Meilensteine des Dritten Reiches (Franz Eher Nachf., München 1938)
- Der Marsch ins Großdeutsche Reich (Franz Eher Nachf., München 1939)
- Der deutsche Osten und die deutsche Kultur (NSDAP-Gauleitung Danzig-Westpreußen, Danzig 1939)
- Panzerjäger brechen durch! (Franz Eher Nachf., München 1940)
- Das Lied der Front - Liedersammlung des Großdeutschen Rundfunks (Georg Kallmeyer, Wolfenbüttel 1943)
- Deutschland im Kampf (Otto Stollberg, Berlin 1944)